# Viktor Dyk
Viktor Dyk (31 de desembre de 1877, Pšovka u Mělníka - 14 de maig de 1931, Lopud, Iugoslàvia) fou un poeta, escriptor, polític i advocat txec.
Després del batxillerat, va estudiar dret a Praga, llavors pertanyent a l'Imperi Austrohongarès. Des de 1907 fins a la seva mort va ser redactor del diari Lumír i va participar també en Samostatnost. Durant la Primera Guerra Mundial va ser arrestat per les seves activitats contra Àustria-Hongria.
Amb la creació de Txecoslovàquia, l'any 1918, va entrar a formar part de la redacció de Národní listy. Políticament, el 1911 havia entrat en el Státoprávn pokroková strana i el 1918 va participar en la creació del Národní demokratická strana pel qual va ser elegit diputat i senador en el Parlament txec.

## Obra

### Poesia
- A porta inferi, 1897
- Síla života, 1898
- Marnosti, 1900
- Buřiči, 1903
- Satiry a sarkasmy, 1905
- Milá sedmi loupežníků, 1906
- Pohádky z naší vesnice, 1910
- Giuseppe Moro, 1911
- Prohrané kampaně, 1914
- Lehké a těžké kroky, 1915
- Zápas Jiřího Macků, 1916
- Noci chiméry, 1917
- Anebo, 1918
- Okno, 1921
- Pan poslanec, 1921
- Poslední rok, 1922
- Podél cesty, 1922
- Domy, 1926
- Zpěvy v bouři, 1928
- Devátá vlna, 1930

### Narracions
- Hučí jez a jiné prózy, 1903
- Píseň o vrbě, 1908
- Příhody, 1911
- Krysař, 1915
- Tichý dům, 1921
- Tajemná dobrodružství Alexeje Iványče Kozulinova, 1923
- Můj přítel Čehona, 1925
- Holoubek Kuzma, 1928

### Novel·les
- Konec Hackenschmidův, 1904
- Prosinec, 1906
- Prsty Habakukovy, 1925
- Soykovy děti, 1929

### Teatre
- Epizoda, 1906
- Smuteční hostina, 1906
- Posel, 1907
- Zmoudření Dona Quijota, 1913
- Veliký mág, 1914
- Zvěrstva, 1919
- Ondřej a drak, 1920
- Revoluční trilogie, 1921
- Napravený plukovník Švec, 1929

### Memòries
- Vzpomínky a komentáře, 1927